# Élections générales boliviennes de 1978
Les élections générales boliviennes de 1978 ont lieu le dimanche 9 juillet 1978 en Bolivie. Il s'agit des premières élections réalisées depuis 1966, en raison de la succession de coups d'État militaires qui caractérise le climat politique bolivien à partir de la fin des années 1960 jusqu'à la fin des années 1970. L'exercice demeure malgré tout marqué par de l'importante fraude électorale. 
Bien que Juan Pereda Asbún de l'Union nationaliste du peuple remporte l'élection présidentielle, il est remarqué que davantage de voix sont exprimées que le nombre de votants enregistrés sur la liste électorale. Après avoir examiné les allégations de fraude et d'autres irrégularités — dont la falsification de listes électorales, le vol de boîtes de votes et l'octroi de pots-de-vin pour financer la campagne de Pereda Asbún —, la Cour électorale décide d'annuler les résultats le 20 juillet 1978,.
Au lendemain de l'annulation des élections, Pereda Asbún devient président de facto de la Bolivie à la suite d'un coup d'État contre le président de facto sortant Hugo Banzer. Pereda Asbún est également chassé du pouvoir par un autre coup d'État militaire le 24 novembre 1978, après lequel le général David Padilla assume la présidence. De nouvelles élections sont organisées l'année suivante : Padilla transfère finalement le pouvoir à son successeur intérimaire choisi par le Congrès national (maintenant l'Assemblée législative plurinationale), Wálter Guevara Arze.

## Candidatures et coalitions
Les nombreux partis faisant partie du paysage politique de l'époque ont formé des coalitions politiques qui n'ont présenté qu'un seul représentant commun:
| Alliance                                                | Partis                                           |
| ------------------------------------------------------- | ------------------------------------------------ |
| Alliance démocratique de la révolution nationale (ADRN) | Parti révolutionnaire authentique                |
| Alliance démocratique de la révolution nationale (ADRN) | Mouvement nationaliste révolutionnaire           |
| Unité démocratique et populaire (UDP)                   | Parti communiste de la Bolivie                   |
| Unité démocratique et populaire (UDP)                   | Mouvement nationaliste révolutionnaire de gauche |
| Unité démocratique et populaire (UDP)                   | Mouvement de gauche nationale                    |
| Unité démocratique et populaire (UDP)                   | Alliance de la gauche nationale                  |
| Unité démocratique et populaire (UDP)                   | Offensive de la gauche démocratique              |
| Unité démocratique et populaire (UDP)                   | Mouvement populaire de libération nationale      |
| Unité démocratique et populaire (UDP)                   | Mouvement de la gauche révolutionnaire           |
| Unité démocratique et populaire (UDP)                   | Parti socialiste – Aponte                        |
| Unité démocratique et populaire (UDP)                   | Mouvement révolutionnaire Túpac Katari           |
| Union nationaliste du peuple (UNP)                      | Unité nationaliste Barrientista                  |
| Union nationaliste du peuple (UNP)                      | Phalange socialiste bolivienne                   |
| Union nationaliste du peuple (UNP)                      | Comité d'unité nationale                         |
| Union nationaliste du peuple (UNP)                      | Parti de la gauche révolutionnaire               |
| Union nationaliste du peuple (UNP)                      | Mouvement populaire chrétien                     |
| Union nationaliste du peuple (UNP)                      | Parti social-chrétien                            |

## Résultats
La coalition politique de Juan Pereda Asbún remporte le plus de voix, suivie par celle de Hernán Siles Zuazo. Toutefois, il est à remarquer que la candidature de Pereda Asbún comme celle de René Bernal Escalante y sont représentées chacune une à deux reprises pour deux partis distincts.  
| Parti                  | Parti                                            | Candidat présidentiel et colistier                 | Votes     | %      | Députés | Députés | Sénateurs | Sénateurs |
| Parti                  | Parti                                            | Candidat présidentiel et colistier                 | Votes     | %      | Sièges  | +/-     | Sièges    | +/-       |
| ---------------------- | ------------------------------------------------ | -------------------------------------------------- | --------- | ------ | ------- | ------- | --------- | --------- |
|                        | Union nationaliste du peuple                     | Juan Pereda Asbún Alfredo Franco Guachalla         | 986 140   | 50,88  |         |         |           |           |
|                        | Unité démocratique et populaire                  | Hernán Siles Zuazo Edil Sandóval Morón             | 484 383   | 25,01  |         |         |           |           |
|                        | Alliance démocratique de la révolution nationale | Víctor Paz Estenssoro Wálter Guevara Arze          | 213 622   | 11,03  |         |         |           |           |
|                        | Parti démocrate-chrétien                         | René Bernal Escalante Remo Di Natale               | 167 131   | 8,63   |         |         |           |           |
|                        | Mouvement nationaliste révolutionnaire du peuple | Juan Pereda Asbún Jaime Arellano                   | 40 905    | 2,11   |         |         |           |           |
|                        | Front révolutionnaire de gauche                  | Casiano Amurrio Rocha Domitila Barrios de Chungara | 23 459    | 1,21   |         |         |           |           |
|                        | Mouvement Indio Túpac Katari                     | Luciano Tapia Quisbert Isidoro Copa Cayo           | 12 207    | 0,63   |         |         |           |           |
|                        | Parti socialiste                                 | Marcelo Quiroga Santa Cruz Carlos Gómez García     | 8323      | 0,43   |         |         |           |           |
|                        | Parti rural de l'est                             | René Bernal Escalante Remo Di Natale               | 1171      | 0,06   |         |         |           |           |
|                        |                                                  |                                                    |           |        |         |         |           |           |
| Votes valides          | Votes valides                                    | Votes valides                                      | 1 937 341 | 100,72 |         |         |           |           |
| Votes blancs           | Votes blancs                                     | Votes blancs                                       | 34 627    | 1,74   |         |         |           |           |
| Votes nuls             | Votes nuls                                       | Votes nuls                                         | 18 703    | 0,94   |         |         |           |           |
| Total                  | Total                                            | Total                                              | 1 989 711 | 103,49 |         |         |           |           |
| Abstention             | Abstention                                       | Abstention                                         | -67 155   | -3,49  |         |         |           |           |
| Inscrits/participation | Inscrits/participation                           | Inscrits/participation                             | 1 922 556 | 100,00 |         |         |           |           |